# Lake Lanier
Der Lake Lanier ist ein Stausee im US-Bundesstaat Georgia. Er liegt in den Countys Hall, Forsyth, Dawson, Gwinnett und Lumpkin.

## Geschichte

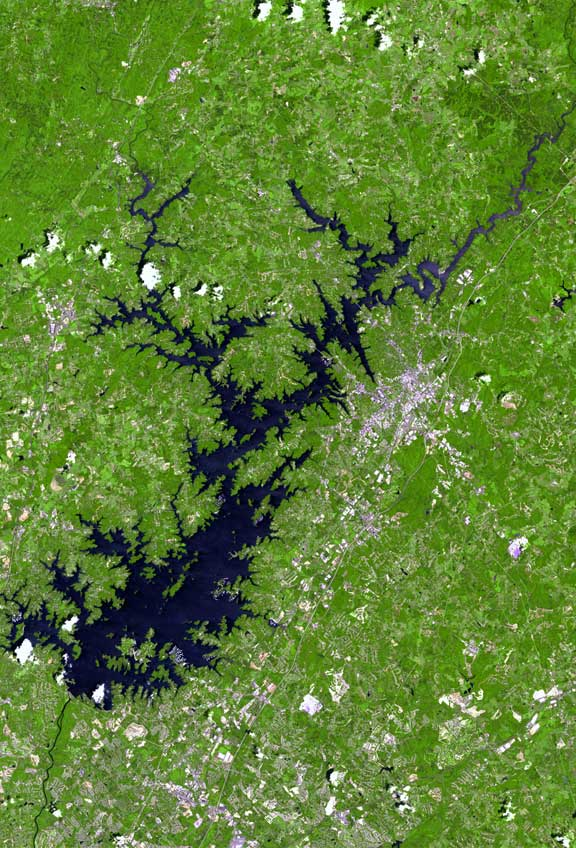
Satellitenbild

Die Anlegung des Lake Lanier wurde 1950 als 1-Milliarden-Dollar-Projekt genehmigt. Für den Bau des Stausees wurde ein Abschnitt des Georgia Highway 53 abgerissen, der zu nahe am geplanten Ufer des Sees verlief. Nachdem das United States Army Corps of Engineers bereits mehr als 2 Millionen Dollar für den Bau ausgegeben hatte, weigerte sich im Juni 1951 das House Committee on Appropriations finanzielle Mittel bereitzustellen. William B. Hartsfield, der Bürgermeister von Atlanta, drängte daraufhin in Washington die Senatoren Richard Russell und Walter F. George die Finanzierung wiederherzustellen, um die Wasserversorgung von Atlanta während Dürreperioden sicherzustellen. 1955 wurden vom Kongress weitere 11 Millionen Dollar für den Bau eines Staudamms zur Verfügung gestellt, welcher termingerecht 1956 fertiggestellt wurde.  Noch im gleichen Jahr wurde der See befüllt und ein Jahr später der Morgan Falls Damm errichtet. Durch diesen und den Buford Damm kann der Wasserfluss nach Atlanta reguliert werden. Im frühen Herbst 1958 herrschte in der Region zwei Monate lang Dürre, wodurch der Chattahoochee River und seine Nebenflüsse fast ausgetrocknet wären, sofern nicht der Buford Damm und der Lake Lanier gebaut worden wären.
Im Rahmen der Olympischen Sommerspiele 1996 in Atlanta wurden auf dem Lake Lanier die Ruder- sowie die Kanuwettbewerbe ausgetragen. Ebenso war der See Austragungsort der Kanurennsport-Weltmeisterschaften 2003, der Panamerikanischen Kanu-Meisterschaften 2016 und der ICF-Drachenboot-Weltmeisterschaften 2018.